# Dăbravata, Loveci
Dăbravata (în bulgară Дъбравата) este un sat în comuna Iablanița, regiunea Loveci,  Bulgaria. 

## Demografie
Componența etnică a satului Dăbravata
     Bulgari (83,33%)
     Nicio identificare (16,66%)
     Altele (0%)
La recensământul din 2011, populația satului Dăbravata era de 78 locuitori. Din punct de vedere etnic, majoritatea locuitorilor (83,33%) erau bulgari. Pentru 16,66% din locuitori nu este cunoscută apartenența etnică.